# 和平紀念日 (香港)

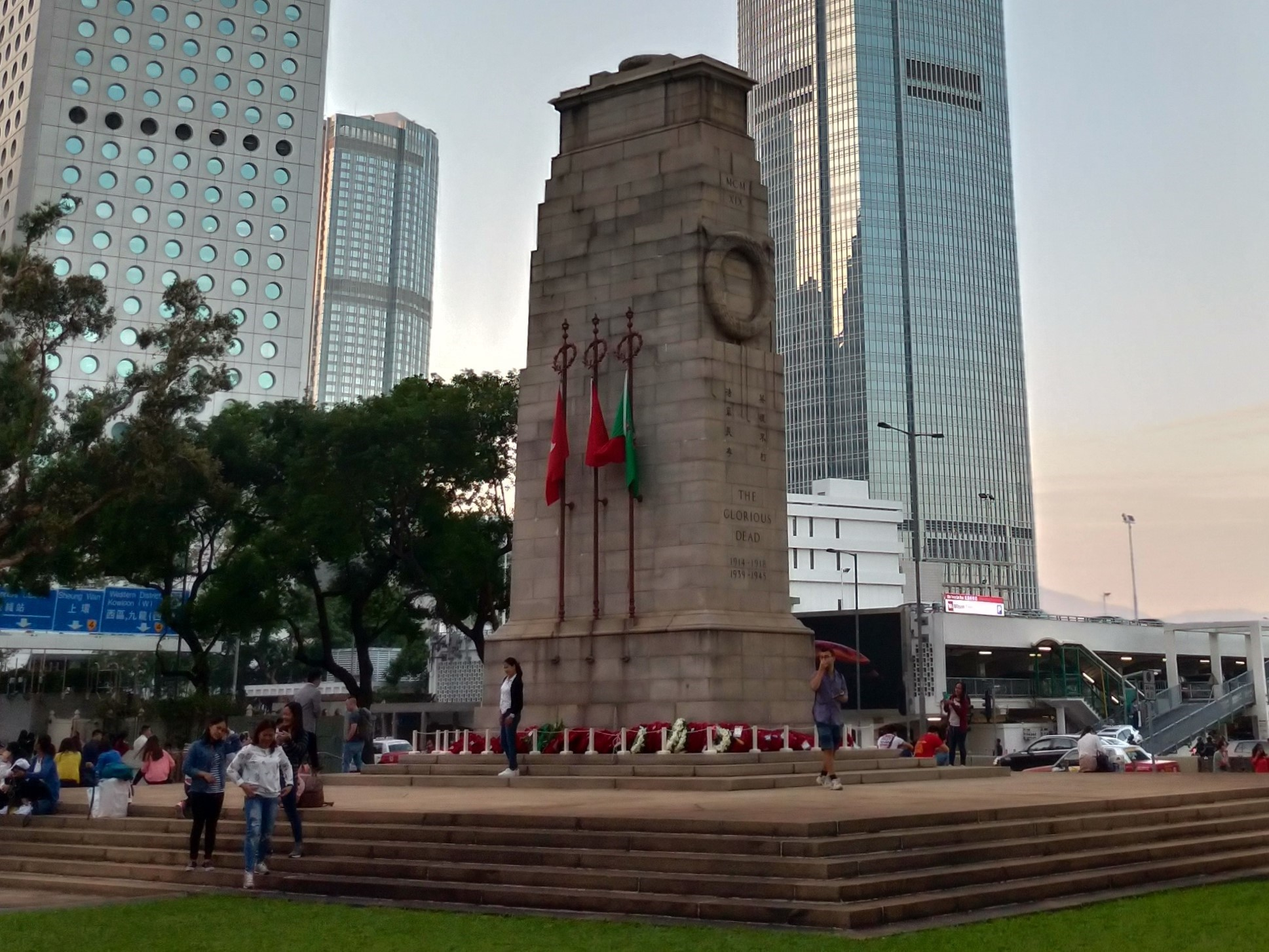
位於中環皇后像廣場的和平紀念碑於和平紀念日開放

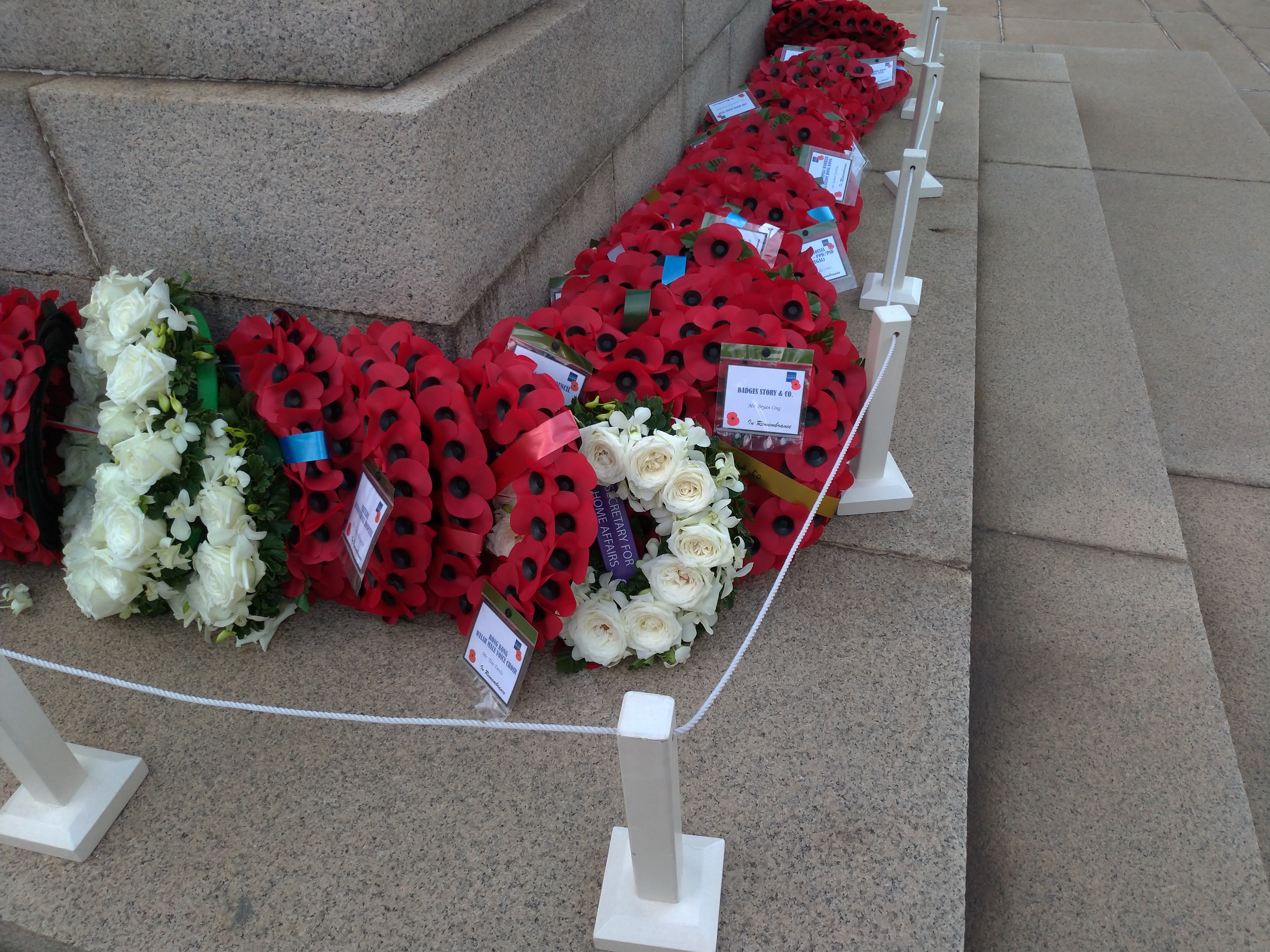
圍繞和平紀念碑擺放的紅色國殤罌粟花花圈

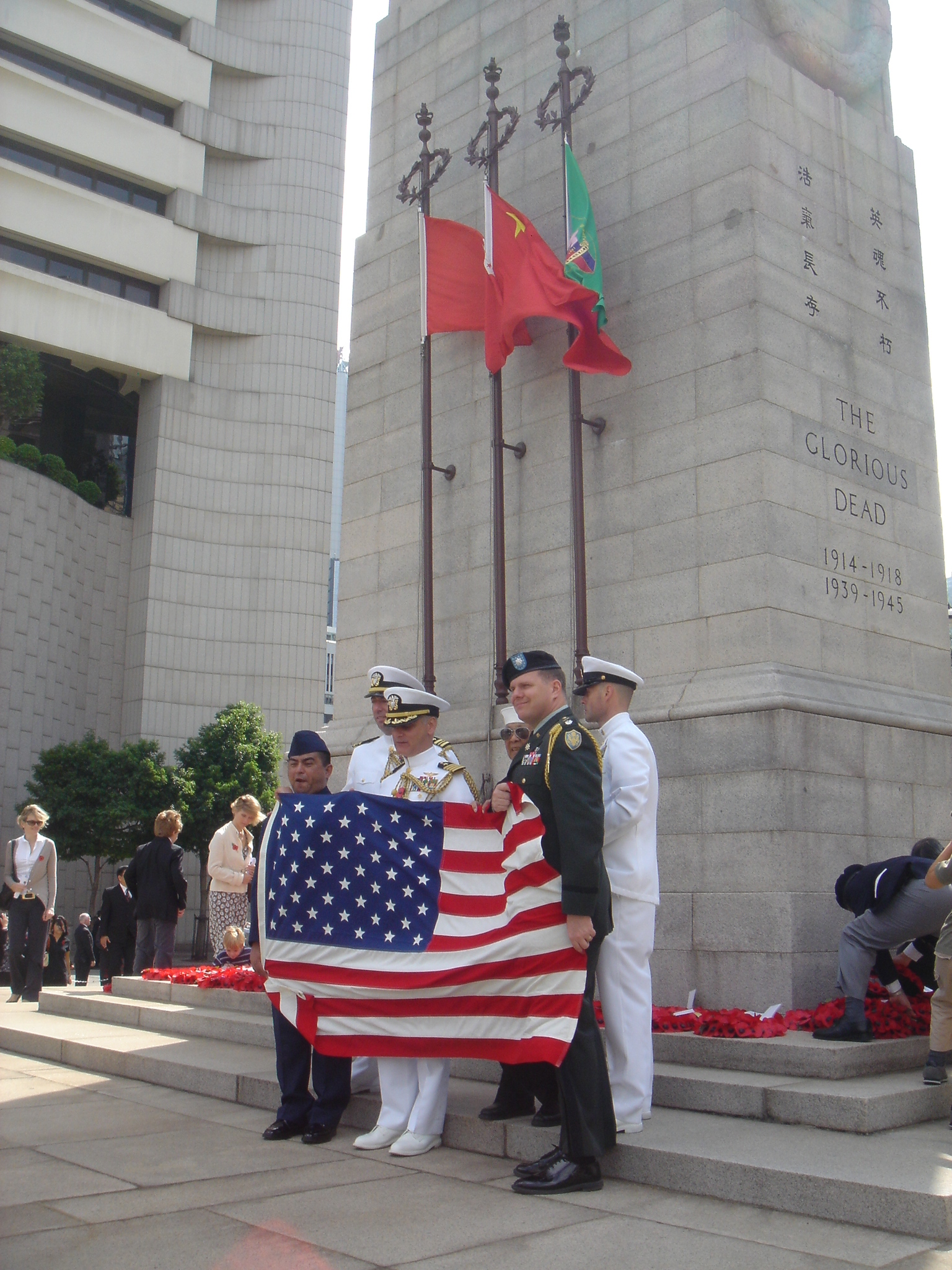
出席和平紀念日悼念儀式的美國軍方代表

和平紀念日（英語：Remembrance Day），又稱「國殤紀念日」，是香港的一個紀念日，最初是為紀念第一次世界大戰結束而設立，後來擴展至悼念香港保衛戰中的捐軀者及在第二次世界大戰中的罹難者。紀念日原定於每年的11月11日，現在定為每年11月第二個星期日，當日在中環的和平紀念碑會舉行悼念活動。

## 起源及演變
1918年11月11日，德意志帝國簽署《康邊停戰協定》向協約國投降，一次大戰於此日結束。1919年起，英屬香港政府為紀念一戰結束，將每年的11月11日訂為「和平紀念日」，香港總督、政府官員及立法局議員，每年均於中環皇后像廣場出席大型悼念儀式，在廣場上修建的和平紀念碑亦於1923年落成。
1945年8月15日，第二次世界大戰結束，相對於一次大戰的主要戰場在歐洲，香港在二戰期間經歷香港保衛戰的戰火洗禮及承受嚴重傷亡，因此紀念日的安排有所調動，紀念一次大戰結束的和平紀念日改定於最接近11月11日的每年11月第二個星期日，從此香港紀念一戰結束的日子與世界上多數地區的11月11日並非每年都相同。香港政府於1946年將每年8月30日定為重光紀念日紀念香港日佔時期結束與香港重光，並列入公眾假期。當時紀念一戰結束的儀式在和平紀念日舉行；紀念二戰結束的儀式則在重光紀念日舉行，兩者都在中環皇后像廣場舉行官方悼念儀式。
和平紀念日的紀念活動原是在香港動植物公園、皇后像廣場和聖約翰座堂，這三處地點分別舉行，從1981年起，紀念儀式被合併到和平紀念碑所在的中環皇后像廣場舉行。在和平紀念碑上原本只刻有「1914-1918」的一戰年份，1945年香港重光後，在一戰年份的下方被加刻上「1939-1945」的二戰年份，到1980年代再於紀念碑的側面加刻「英魂不朽 浩氣長存」八個中文字，與原有的英文碑文 “The Glorious Dead”對應，以表示在和平紀念碑舉行的悼念活動是同時紀念一戰及二戰的死難者，特別是在香港保衛戰為港捐軀的陣亡將士。截至1996年，香港政府高層、駐軍司令、行政局成員、立法局議員、市政局議員、各界團體代表，每年均會出席悼念儀式，向紀念碑獻花悼念戰爭死難者。

## 主權移交後
1997年香港主權移交後，重光紀念日公眾假期曾經一度由同樣定於8月30日的抗日戰爭勝利紀念日取代。1998年9月9日，立法會通過《1998年假期（修訂）條例草案》，包含廢除抗日戰爭勝利紀念日公眾假期（1997年7月1日前為重光紀念日公眾假期），該天公眾假期自1999年起由佛誕取而代之。紀念二戰結束儀式從此合併至和平紀念日舉行。和平紀念日現定於每年11月第二個星期日，悼念儀式主要由英國皇家退伍軍人協會（香港及中國分會）與香港退伍軍人聯會籌辦。2023年起，出席儀式的警察步操改為採用中式步操，自此過往百年的英式步操由中式步操取代。

## 外部連結
维基共享资源上的相關多媒體資源：和平紀念日